# Kirchenprovinz Salzburg
Die Kirchenprovinz Salzburg ist eine der beiden Kirchenprovinzen der Römisch-katholischen Kirche in Österreich.

## Geografie
Die Kirchenprovinz umfasst etwa die südösterreichischen Bundesländer Kärnten, Salzburg, Steiermark, Tirol und Vorarlberg.

## Gliederung
Metropolitansitz der Kirchenprovinz ist in der Stadt Salzburg.
Die fünf der Provinz angehörenden Diözesen sind:
- Erzdiözese Salzburg

1. Diözese Feldkirch
2. Diözese Graz-Seckau
3. Diözese Gurk-Klagenfurt
4. Diözese Innsbruck

## Geschichte
Die mittelalterliche Kirchenprovinz Salzburg umfasste bei ihrer Gründung 739 durch Bonifatius fast das gesamte Stammesherzogtum Baiern u. a. mit dem Bistum Freising, dem Bistum Regensburg und dem Bistum Passau, 798 kam auch das Bistum Säben dazu. Das Salzburger Diözesangebiet umfasste zudem die Eigenbistümer Gurk (1072), Chiemsee (1215), Seckau (1218) und Lavant (1228). Aus dem Gebiet des Bistums Passau wurden 1469 die zwei Bistümer Wien und Wiener Neustadt ausgegliedert. Versuche der Habsburger, die österreichischen Teile des Bistums Passau in österreichische Landesbistümer umzuwandeln, gelangen aber erst zum 1. Juni 1722, als Wien zur Zeit des Josephinismus zum Erzbistum erhoben wurde und eine eigene Kirchenprovinz Wien entstand. Die Napoleonischen Kriege führten zum Ende der mittelalterlichen Kirchenprovinz Salzburg. 1818 wurde das Bistum Chiemsee aufgehoben. Die Erzdiözese erhielt ihre heutige Ausdehnung. Dabei verlor Salzburg wesentliche Gebiete in Bayern an die 1821 neu gegründete Kirchenprovinz München und Freising. 1921 wurde das Bistum Brixen, 1924 das Bistum Lavant aus der Kirchenprovinz Salzburg ausgegliedert, da Österreich diese Gebiete nach dem Friedensvertrag von St. Germain abtreten musste. 1964 wurde die neu errichtete Diözese Innsbruck-Feldkirch (ab 1968 nur mehr Diözese Innsbruck), 1968 die neu errichtete Diözese Feldkirch Suffraganbistum von Salzburg.